# Akrotirija
Akrotirija (bulgariska: Акротирия) är en vik i Bulgarien.   Den ligger i regionen Burgas, i den östra delen av landet, 400 kilometer öster om huvudstaden Sofia.